# 松山英樹
松山 英樹（まつやま ひでき、1992年2月25日 - ）は、日本のプロゴルファー。レクサス（トヨタ自動車）所属。
日本人最年少マスターズ予選通過者（当時19歳）。アマチュア時代には、日本のアマチュアゴルファーとして初めてマスターズ・トーナメントの出場権を獲得し、2011年には同大会のロー・アマチュア（アマチュア選手最高成績）タイトルを獲得した。
日本ツアーで史上初ルーキーイヤー賞金王。ルーキー最多タイの年間4勝。史上最速（16試合）での年間獲得賞金2億円突破。
PGAツアーで日本人として史上最年少優勝（22歳）及びアジア生まれの選手で最多優勝（11勝）記録を持つ。アジア人史上初のマスターズ・トーナメント優勝者。
2024年パリオリンピック銅メダリスト。

## 経歴
愛媛県松山市出身。松山市立雄郡小学校卒業後、明徳義塾中学校・高等学校を経て、東北福祉大学卒業。

### アマチュア時代
4歳のときに、日本アマ出場経験もある父親の影響でゴルフを始める。中学2年のときに「ゴルフをやる環境を整える」目的で、ゴルフ部のある明徳義塾中学校に転校した。
明徳義塾高等学校時代の2008年には全国高等学校ゴルフ選手権大会で優勝し、日本ゴルフ協会（JGA）のナショナルチームにも選ばれるなど頭角を現す。
2010年に東北福祉大学に進学。同年のアジアアマチュア選手権で日本人として初の優勝を遂げ、翌年のマスターズ出場権を獲得。翌週の日本オープンでも並み居るプロゴルファーを従え3位に入りローアマチュアを獲得した。
2011年にはマスターズに出場。予選を通過し、通算1アンダーの27位タイに入り、日本人としては初めてローアマチュアを獲得した。同年8月に中国・広東省深圳で開催された第26回夏季ユニバーシアードでは個人で金メダル、藤本佳則・小袋秀人・富村真治とともに団体でも金メダルを獲得。同年11月には、三井住友VISA太平洋マスターズで倉本昌弘、石川遼に次ぐ3人目のアマチュアでの日本ツアー優勝を果たした。
2012年には、R&Aによって創設された世界アマチュアゴルフランキングで日本人初の1位を獲得する。

### プロ転向
2013年4月2日にプロ転向を表明。ただし大学のゴルフ部の主将は引き続き務め、プロとしても当面「東北福祉大学所属」としてプレーするとした。協会との事務手続きやホテルの手配などは東北福祉大学側が全面的にサポート。キャディは同大学OBでプロキャディ経験も豊富な進藤大典、トレーナーも同大学OBの金田相範で、基本的に3人チームでルーキーイヤーを戦う。

### 2013年
4月25日から4月28日、つるやオープンゴルフトーナメントでは、最終日首位と2打差の2位からスタート。後半15番で首位に並ぶと、上がり4ホール連続バーディーを含む逆転優勝を飾る。プロ転向2戦目での優勝は、1999年のJGTO「日本ゴルフツアー機構」発足後では、従来の5試合を抜きツアー最短記録。JGTO設立以前では、1979年の中四国オープンにプロデビュー戦の重信秀人が、1981年の日本国土計画サマーズでは、松山と同じプロ転向2戦目の倉本昌弘がそれぞれ優勝している。
5月30日から6月2日、ダイヤモンドカップゴルフ最終日、首位タイからスタートした松山がそのまま何とか逃げ切り、トータル9アンダーまでスコアを伸ばして今季2勝目を挙げた。
6月13日から6月16日、全米オープンでは10位タイに入り、次年の全米オープン出場権を獲得。
7月18日から7月21日、初の全英オープン に出場し、6位タイの成績を収めた。3日目にはスロープレーにより1打罰を課せられ物議を醸した。海外メジャーにおいて、二戦連続で10位以内という日本人初の記録を残した。
9月5日から9月8日、フジサンケイクラシック最終日、4打のリードを持ちながら後続に追いつかれプレーオフに突入。苦しみながらも今季3勝目を手にした。
9月28日、震災復興を支援する基金設立を発表。今後出場する国内外の全試合で、バーディー1つに1万円、イーグル1つに2万円を積み立てる予定。これを被災した子供たちの役に立てたいと考えている。
10月3日から10月6日、米国選抜vs世界選抜（欧州国籍の選手を除く）による団体戦・プレジデンツカップに出場。世界選抜は10名が世界ランキングの上位から自動的に選出され、松山はアダム・スコット（ オーストラリア）、アーニー・エルス（ 南アフリカ共和国）らに続き6番目での堂々の選出となった。
11月28日から12月1日、カシオワールドオープンゴルフトーナメントで優勝し、今季4勝目を達成した。史上初のツアー参戦初年度（ルーキーイヤー）での賞金王を確定。史上3人目の2億円プレーヤーとなった。プロデビューから16試合（海外メジャー3戦を含む）での獲得賞金2億円突破は、尾崎将司（1994年、96年）と伊澤利光（2001年）を抜いて史上最速。また、新人選手の年間4勝は1981年の倉本昌弘の最多記録に並んだ。
12月9日、2013年度ジャパンゴルフツアー表彰式で史上最多の9冠（最優秀選手賞、賞金ランキング賞、Unisysポイントランキング賞、最優秀新人賞、平均ストローク賞、パーキープ率賞、バーディ率賞、サンドセーブ率賞、ゴルフ記者賞）を受賞した。
12月24日、トヨタ自動車と所属契約を結んだことを発表。対外的には「レクサス所属」という扱いとなる。契約期間は3年間で、契約金は総額6億円。

### 2014年
3月に東北福祉大学を卒業。卒業式では、在学中のゴルフの好成績により曹洞宗管長賞・学長賞を授与された。
5月29日から6月1日に行われたメモリアル・トーナメントにて、ケビン・ナとのプレーオフを制してPGAツアー初優勝を果たした。
日本人選手の米ツアー制覇は、青木功、丸山茂樹、今田竜二に次いで6年ぶり4人目で、22歳の松山は最年少優勝。

### 2015年
4月9日から4月12日に行われた米マスターズ・トーナメントでは、11アンダーで単独5位に入った。
2014-2015シーズンは、PGAツアー賞金ランキング15位（3,758,619ドル）、FedExCupポイントランキング16位（558ポイント）で終えた。

### 2016年
2月4日から2月7日に行われたフェニックス・オープンでリッキー・ファウラーとのプレーオフを制し2シーズンぶりPGAツアー2勝目を挙げた。
10月13日から10月16日に行われた日本オープンゴルフ選手権競技で国内メジャー初優勝を果たした。
10月27日から10月30日に行われたHSBCチャンピオンズで世界ゴルフ選手権初優勝を果たした。

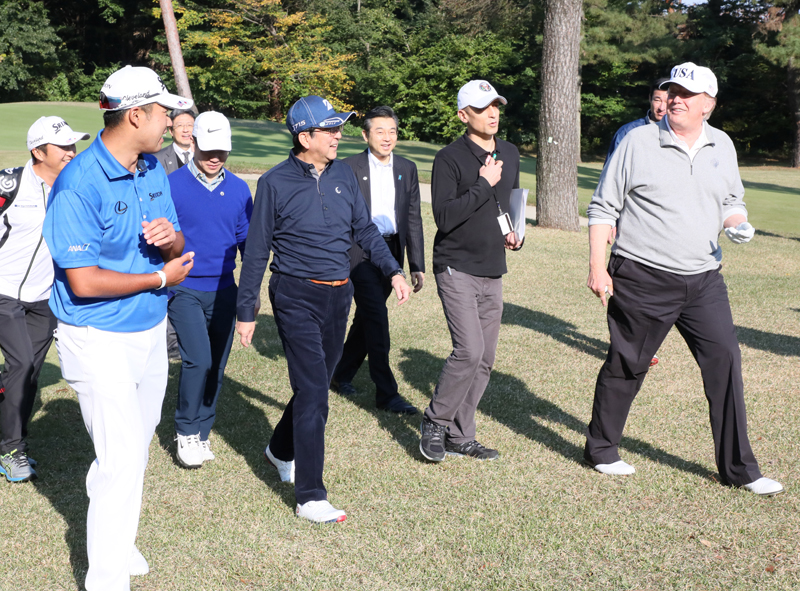
2017年11月5日、ドナルド・トランプ大統領、安倍晋三首相（当時）らと（水色のウェアーを着ているのが松山）

### 2017年
2月2日-5日に行われたフェニックス・オープンでウェブ・シンプソンとのプレーオフを制し2連覇、PGAツアー4勝目を挙げた。
6月15日から6月18日に行われた全米オープンで2位タイに入った。
8月3日から8月6日に行われたブリヂストン招待選手権で世界ゴルフ選手権2勝目、PGAツアー5勝目を挙げた。
11月5日、来日中のドナルド・トランプ大統領と安倍晋三首相（当時）の霞ヶ関カンツリー倶楽部でのゴルフに同伴してプレーした。

### 2021年

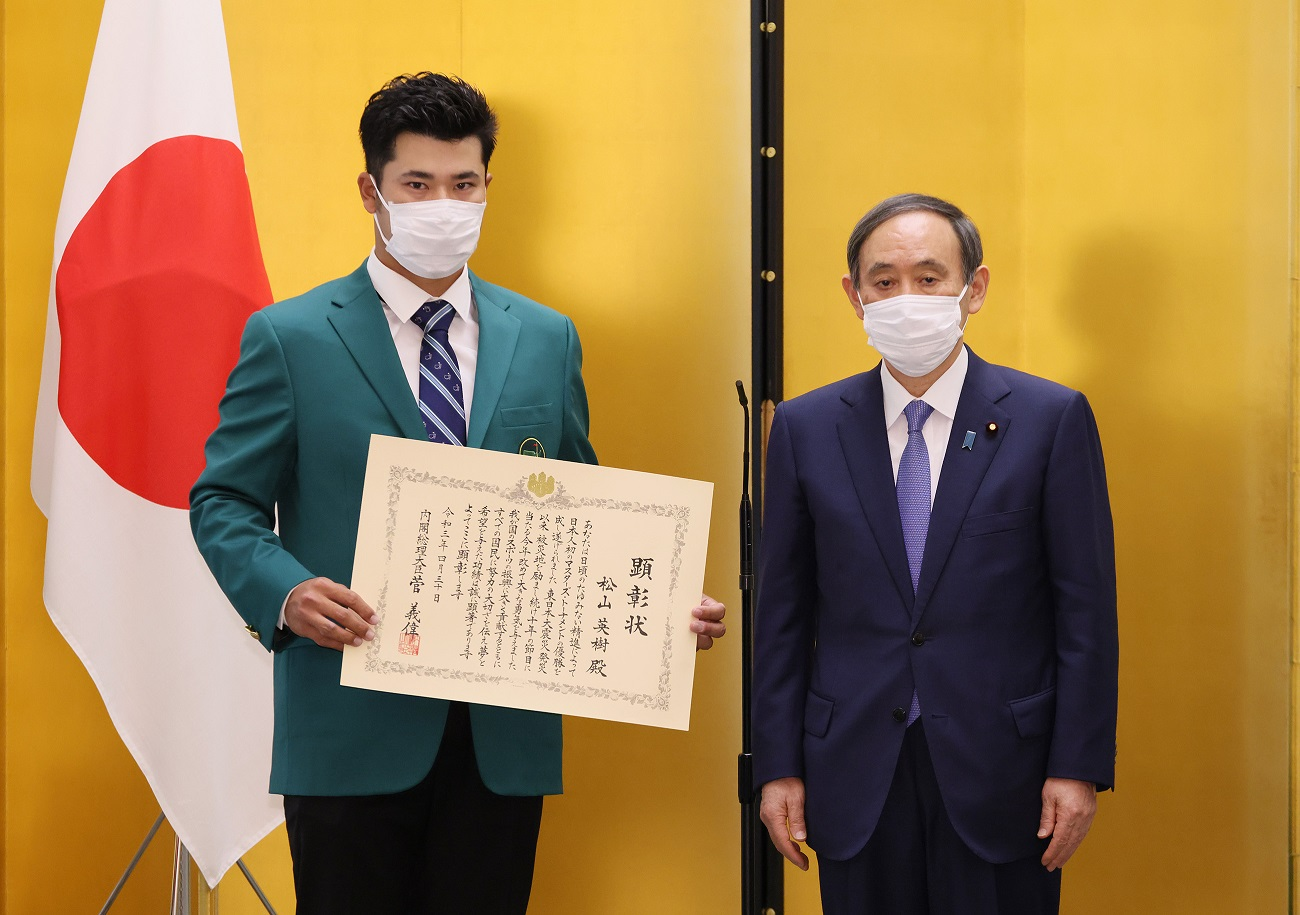
2021年4月30日、菅義偉首相（当時）から内閣総理大臣顕彰を授与される

4月8日から4月11日に行われた米マスターズ・トーナメントでは、予選ラウンド2日間を-4、首位と3打差の6位タイで通過し、3日目は前半を-1で終えた後、11番ホールプレー中に悪天候で77分間の中断に見舞われるが、再開後の8ホールで1イーグル4バーディーを記録し、同年の大会全参加選手中初のノーボギー65で周り通算-11で首位浮上、2位に4打差をつけ、最終日は前半終了時点で-13までスコアを伸ばし、2位に最大6打差をつけていたが、後半では15番Par5で2打目をグリーンオーバーし池に落とすなど1バーディー4ボギーの+3で、最終的に同日+1の73となったものの、2位のウィル・ザラトリスを1打差で振り切り、日本人およびアジア人史上初のマスターズ・トーナメント優勝を果たし、海外メジャー大会としては男女通じて樋口久子（全米女子プロ）、井戸木鴻樹（全米プロシニア）、渋野日向子（全英女子オープン）に続く4人目、いわゆるゴルフ四大メジャー大会では初の日本人制覇となった。また、マスターズ・トーナメント優勝によりオーガスタ・ナショナル・ゴルフクラブの名誉会員の権利を獲得、現役プロゴルフ選手である限りツアー成績に関わらず本大会に出場することが可能となった（生涯出場権利）。4月30日、菅義偉首相（当時）から内閣総理大臣顕彰を授与された。
7月2日、新型コロナウイルス感染。感染から復帰した後の初の試合となる東京オリンピックでは銅メダル決定プレーオフの末にメダルを逃した。
10月21日から10月24日に日本で行われたZOZO CHAMPIONSHIPでPGAツアー7勝目を挙げた。やはり10月、「フォーブス30アンダー30」（日本版）の一人に選ばれる。

### 2022年
1月13日から16日（現地時間）にかけて行なわれたソニーオープン・イン・ハワイでは、3日目終了時点で首位ラッセル・ヘンリーと2打差の2位から、最終日9番ホール終了時点で首位ヘンリーに5打差に広げられていたが、最終9ホールを松山が4バーディーで猛追、一方首位ヘンリーは1ボギーに終わり、最終ホール終了時点で-23で並びプレーオフに突入、プレーオフ1ホール目でヘンリーはボギーに終わり、2打目をピン側に2オンした松山はイーグルパットを沈め優勝を決めた。同トーナメントで日本人選手が優勝するのは、1983年、前身のハワイアン・オープン時代の青木功以来史上2人目、ソニーが同トーナメントのスポンサーとなってからは初となった。またこの優勝によりPGAツアー8勝目となり、アジア人選手としてPGA最多優勝の崔京周と並んだ。

### 2023年
8月18日、PGAツアーのプレーオフ第2戦BMW選手権に出場していた2日目のスタート前に背中痛を訴えて大会から棄権。これによりフェデックスカップランキング30位までが出場できるシーズン最終戦のザ・ツアーチャンピオンシップへの10年連続出場を逃し、継続中の選手としては最長の9年連続で記録が途絶えることとなった。

### 2024年
2月15日から18日にかけて行なわれたジェネシス・インビテーショナルでは、最終日に首位のパトリック・カントレーと6打差の7位から出ると、3連続バーディ3回を含む9バーディ、ノーボギーで大会最終日のコースレコードとなる「62」を記録し、逆転でPGAツアー9勝目を挙げた。この優勝によりPGAツアー勝利数は崔京周を抜いてアジア人として最多となった。
8月5日、パリオリンピック最終ラウンドにて通算11アンダーの4位から出て、6バーディーノーボギーの65で回り、通算17アンダーで3位となり日本男子初のメダルを獲得。ホールアウト後のインタビューでオリンピックゴルフ競技で日本男子初のメダリストとなったことについて「正直な気持ちは、金メダルを取りたかったというのが強い。残念だけど、東京五輪では苦労して取れなかったので、この銅メダルもすごくうれしい。」と語った。2024年9月10日、日本ゴルフ協会はパリ五輪の男子で銅メダルを獲得した松山英樹から、メダル報奨金600万円の寄付の申し出を受けたと発表した。若手選手育成のために活用する。松山は「日本の若い選手たちが世界の場で活躍できるよう願う」などとする談話を出した。
8月15日から18日にかけて行なわれたフェデックス・セントジュード選手権では、最終日に2位に5打差の首位でスタートしたが、12番ホールから15番ホールにかけて4打落とし、一時は首位を明け渡したものの、17番では8メートルのバーディパットを沈めて再度首位に立ち、自身初のフェデックスカップ・プレーオフ勝利となるPGA通算10勝目を挙げた。

### 2025年
1月5日、PGAツアー開幕戦となるザ・セントリーを通算35アンダーとし自身初の開幕戦優勝を飾る。通算35アンダーは72ホール大会での最多アンダーパーのPGAツアー新記録。

## 主な戦績
- 2008年
  - 全国高等学校ゴルフ選手権大会 優勝
- 2009年
  - アジアジュニアゴルフチーム選手権 優勝
  - 日本ジュニアゴルフ選手権競技 男子15歳～17歳の部 優勝
- 2010年
  - アジアアマチュアゴルフ選手権 優勝
  - 日本オープンゴルフ選手権競技 3位（ローアマチュア）
- 2011年
  - マスターズ・トーナメント 27位タイ（ローアマチュア）
  - アジアアマチュアゴルフ選手権 優勝（2連覇）
  - 三井住友VISA太平洋マスターズ 優勝
  - 日本学生ゴルフ選手権競技優勝
- 2012年
  - アイゼンハワートロフィー日本代表
  - 日本学生ゴルフ選手権競技優勝
- 2013年（プロ転向）
  - つるやオープンゴルフトーナメント 優勝
  - ダイヤモンドカップゴルフ 優勝
  - 全米オープン 10位（日本人最高順位）
  - 全英オープン 6位（日本人最高順位）
  - フジサンケイクラシック 優勝
  - プレジデンツカップ 出場
  - カシオワールドオープンゴルフトーナメント 優勝
- 2014年
  - メモリアル・トーナメント 優勝（PGAツアー初優勝）
  - ダンロップフェニックストーナメント 優勝
- 2016年
  - フェニックス・オープン 優勝（PGAツアー2勝目）
  - 日本オープンゴルフ選手権競技 優勝（国内メジャー初優勝）
  - HSBCチャンピオンズ 優勝（世界ゴルフ選手権初優勝、PGAツアー3勝目）
  - 三井住友VISA太平洋マスターズ 優勝
  - ヒーロー・ワールドチャレンジ 優勝
- 2017年
  - フェニックス・オープン 優勝（日本人選手初のPGAツアー年間複数勝利、同一大会連覇、PGAツアー4勝目）
  - ブリヂストン招待選手権 優勝（世界ゴルフ選手権2勝目、PGAツアー5勝目）
- 2021年
  - マスターズ・トーナメント 優勝（日本人選手またアジア人選手として初優勝、PGAツアー6勝目）
  - 2020年東京オリンピック男子個人 4位タイ
  - ZOZO CHAMPIONSHIP 優勝（日本開催、PGAツアー7勝目）
- 2022年
  - ソニーオープン・イン・ハワイ 優勝（PGAツアー8勝目、青木功以来日本人選手39年ぶり2人目）
- 2024年
  - ジェネシス・インビテーショナル 優勝（PGAツアー9勝目、アジア人最多）
  - 2024年パリオリンピック 3位入賞 銅メダル（オリンピック男子ゴルフ競技史上初のメダル）
  - フェデックス・セントジュード選手権 優勝（フェデックスカップ・プレーオフ初優勝、PGAツアー10勝目）
- 2025年
  - ザ・セントリー 優勝（PGAツアー11勝目）

## 優勝歴

### PGAツアー (11勝)
| 大会グレード                         |
| メジャー選手権 (1)                   |
| 世界ゴルフ選手権 (2)                 |
| フェデックス・カップ・プレーオフ (1) |
| シグネチャーイベント (2)             |
| ツアー (5)                           |

| No. | 年月日         | 大会                               | 優勝スコア            | 打差       | 2位 (タイ)                                      |
| --- | -------------- | ---------------------------------- | --------------------- | ---------- | ----------------------------------------------- |
| 1.  | 2014年6月1日   | メモリアル・トーナメント           | -13 (70-67-69-69=275) | プレーオフ | ケビン・ナ                                      |
| 2.  | 2016年2月7日   | フェニックス・オープン             | -14 (65-70-68-67=270) | プレーオフ | リッキー・ファウラー                            |
| 3.  | 2016年10月30日 | HSBCチャンピオンズ                 | -23 (66-65-68-66=265) | 7打差      | ヘンリク・ステンソン ダニエル・バーガー         |
| 4.  | 2017年2月5日   | フェニックス・オープン             | -17 (65-68-68-66=267) | プレーオフ | ウェブ・シンプソン                              |
| 5.  | 2017年8月7日   | ブリヂストン招待選手権             | -16 (69-67-67-61=264) | 5打差      | ザック・ジョンソン                              |
| 6.  | 2021年4月12日  | マスターズ・トーナメント           | -10 (69-71-65-73=278) | 1打差      | ウィル・ザラトリス                              |
| 7.  | 2021年10月24日 | ZOZO CHAMPIONSHIP                  | -15 (64-68-68-65=265) | 5打差      | ブレンダン・スティール キャメロン・トリンガーリ |
| 8.  | 2022年1月16日  | ソニーオープン・イン・ハワイ       | -23 (66-65-63-63=257) | プレーオフ | ラッセル・ヘンリー                              |
| 9.  | 2024年2月18日  | ジェネシス・インビテーショナル     | -17 (69-68-68-62=267) | 3打差      | ルーク・リスト ウィル・ザラトリス               |
| 10. | 2024年8月18日  | フェデックス・セントジュード選手権 | -17 (65-64-64-70=263) | 2打差      | ザンダー・シャウフェレ ビクトル・ホブラン       |
| 11. | 2025年1月5日   | ザ・セントリー                     | -35 (65-65-62-65=257) | 3打差      | コリン・モリカワ                                |

PGAツアープレーオフ記録 (4–1)
| No. | 年   | 大会                                | 対戦相手                            | 内容 |
| --- | ---- | ----------------------------------- | ----------------------------------- | --- |
| 1.  | 2014 | メモリアル・トーナメント            | ケビン・ナ                          | プレーオフ1ホール目、松山3オン1パットのパー。松山の優勝。                                                 |
| 2.  | 2016 | フェニックス・オープン              | リッキー・ファウラー                | プレーオフ4ホール目、松山2オン2パットのパー。ファウラー3オン2パットのボギー。松山の優勝。                 |
| 3.  | 2017 | フェニックス・オープン              | ウェブ・シンプソン                  | プレーオフ4ホール目、松山2オン1パットのバーディー。シンプソン2オン2パットのパー。松山の優勝。             |
| 1.  | 2021 | WGCフェデックス・セントジュード招待 | アブラハム・アンセル サム・バーンズ | プレーオフ2ホール目、松山、バーンズ2オン2パットのパー。アンセル2オン1パットのバーディー。アンセルの優勝。 |
| 4.  | 2022 | ソニーオープン・イン・ハワイ        | ラッセル・ヘンリー                  | プレーオフ1ホール目、松山2オン1パットのイーグル。ヘンリー4オン2パットのボギー。松山の優勝。               |

### 日本ツアー (8勝)
| 大会グレード |
| メジャー (1) |
| ツアー (7)   |

| No. | 年月日         | 大会                                     | 優勝スコア            | 打差       | 2位 (タイ)                        |
| --- | -------------- | ---------------------------------------- | --------------------- | ---------- | --------------------------------- |
| 1.  | 2011年11月13日 | 三井住友VISA太平洋マスターズ             | -13 (71-64-68=203)    | 2打差      | 谷口徹                            |
| 2.  | 2013年4月28日  | つるやオープンゴルフトーナメント         | -18 (69-63-68-66=266) | 1打差      | デービッド・オー                  |
| 3.  | 2013年6月2日   | ダイヤモンドカップゴルフ                 | -9 (71-69-68-71=279)  | 2打差      | 金亨成（キム・ヒョンソン）        |
| 4.  | 2013年9月8日   | フジサンケイクラシック                   | -9（66-70-66-73=275)  | プレーオフ | 谷原秀人 S・J・パク               |
| 5.  | 2013年12月1日  | カシオワールドオープンゴルフトーナメント | -12 (72-66-68-70=276) | 1打差      | 池田勇太                          |
| 6.  | 2014年11月23日 | ダンロップフェニックストーナメント       | -15 (68-64-67-70=269) | プレーオフ | 岩田寛                            |
| 7.  | 2016年10月16日 | 日本オープンゴルフ選手権競技             | -5 (71-70-65-69=275)  | 3打差      | 池田勇太 李京勲（イ・キョンフン） |
| 8.  | 2016年11月13日 | 三井住友VISA太平洋マスターズ             | -23 (65-66-65-69=265) | 7打差      | 宋永漢（ソン・ヨンハン）          |

日本ツアープレーオフ記録 (2–0)
| No. | 年   | 大会                               | 対戦相手            | 内容                                                                                          |
| --- | ---- | ---------------------------------- | ------------------- | --------------------------------------------------------------------------------------------- |
| 1.  | 2013 | フジサンケイクラシック             | 谷原秀人 S・J・パク | プレーオフ2ホール目、谷原、パク2オン2パットのパー、松山2オン1パットのバーディー。松山の優勝。 |
| 2.  | 2014 | ダンロップフェニックストーナメント | 岩田寛              | プレーオフ1ホール目、松山3オン2パットのパー。岩田がギブアップのため、松山の優勝。             |

### その他
- 2016年 ヒーロー・ワールドチャレンジ

## 大会成績

### メジャー選手権
| 大会           | 2011  | 2012 | 2013 | 2014 | 2015 | 2016 | 2017 | 2018 | 2019 | 2020 | 2021 | 2022 | 2023 | 2024 | 2025 |
| -------------- | ----- | ---- | ---- | ---- | ---- | ---- | ---- | ---- | ---- | ---- | ---- | ---- | ---- | ---- | ---- |
| マスターズ     | T27LA | T54  | DNP  | CUT  | 5    | T7   | T11  | 19   | T32  | T13  | 1    | T14  | T16  | T38  | T21  |
| 全米オープン   | DNP   | DNP  | T10  | T35  | T18  | CUT  | T2   | T16  | T21  | T17  | T26  | 4    | T32  | 6    | T42  |
| オープン選手権 | DNP   | DNP  | T6   | T39  | T18  | CUT  | T14  | CUT  | CUT  | −    | DNP  | T68  | T13  | T66  | T16  |
| PGA選手権      | DNP   | DNP  | T19  | T35  | T37  | T4   | T5   | T35  | T16  | T22  | T23  | T60  | T29  | T35  | CUT  |

LA = ローアマチュア 
 
DNP = 出場せず 
 
WD = 怪我で辞退 
 
CUT = ハーフウェイ・カット 
 
T = 順位タイ 
 
緑は優勝. 黄色はトップ10入り.

### 世界ゴルフ選手権
| 大会                   | 2013 | 2014 | 2015 | 2016 | 2017 | 2018 | 2019 | 2020 | 2021 | 2023 |
| ---------------------- | ---- | ---- | ---- | ---- | ---- | ---- | ---- | ---- | ---- | ---- |
| メキシコ選手権         | DNP  | T34  | T23  | T35  | T25  | DNP  | T19  | T6   | T15  | −    |
| マッチプレー選手権     | DNP  | R32  | R16  | T18  | T51  | T36  | T24  | −    | T42  | T31  |
| ブリヂストン招待選手権 | T21  | T12  | T37  | T42  | 1    | T39  | T43  | T20  | T2   | −    |
| HSBCチャンピオンズ     | WD   | T41  | WD   | 1    | T50  | T30  | T11  | −    | −    | −    |

QF, R16, R32, R64 = ラウンド

### プレーヤーズ選手権
| 大会               | 2014 | 2015 | 2016 | 2017 | 2018 | 2019 | 2020 | 2021 | 2023 | 2024 | 2025 |
| ------------------ | ---- | ---- | ---- | ---- | ---- | ---- | ---- | ---- | ---- | ---- | ---- |
| プレーヤーズ選手権 | T23  | T17  | T7   | T22  | CUT  | T8   | −    | CUT  | 5    | T6   | CUT  |

CUT = ハーフウェイ・カット 
 
T = 順位タイ 
 
緑は優勝. 黄色はトップ10入り.

## スポンサー
- オークリージャパン - 用具使用契約（アイウェア）[41]
- ダンロップスポーツ - クラブ、ウェアなどを含めた総合契約[42]
- レクサス - 所属契約[1]
- ロレックス - スポンサー契約[43] ※同社が日本のスポーツ選手とスポンサー契約を結ぶのは初。
- 野村ホールディングス - スポンサー契約[44]
- NTTデータ - スポンサー契約[45]
- 大正製薬 - スポンサー契約
- 東京エレクトロン - スポンサー契約[46]

## 人物
周囲の人物によれば「性格は天然ボケ」。知人と一緒に食事に行った際に、食事を注文した5分後には何を注文したか忘れてしまったこともあるという。大舞台でも物怖じしない度胸の良さが武器で、本人曰く「ギャラリーの多い試合が好き」。東北福祉大の監督からも「動じないタイプ」と評されている。
趣味は野球とボウリング。ボウリングでは280オーバーを記録するという。
好きな芸能人は広末涼子と上戸彩。（2010年と2013年のインタビューより。）スポーツ選手ではタイガー・ウッズとイチローに憧れている。読売ジャイアンツファン。
実父は愛媛県松山市で「ヒデキゴルフガーデン」を経営している。
2017年1月に高校時代から交際していたゴルフ部の後輩で1歳年下の一般女性と結婚、同年7月に第一子が誕生している。